# 特尔诺沃村

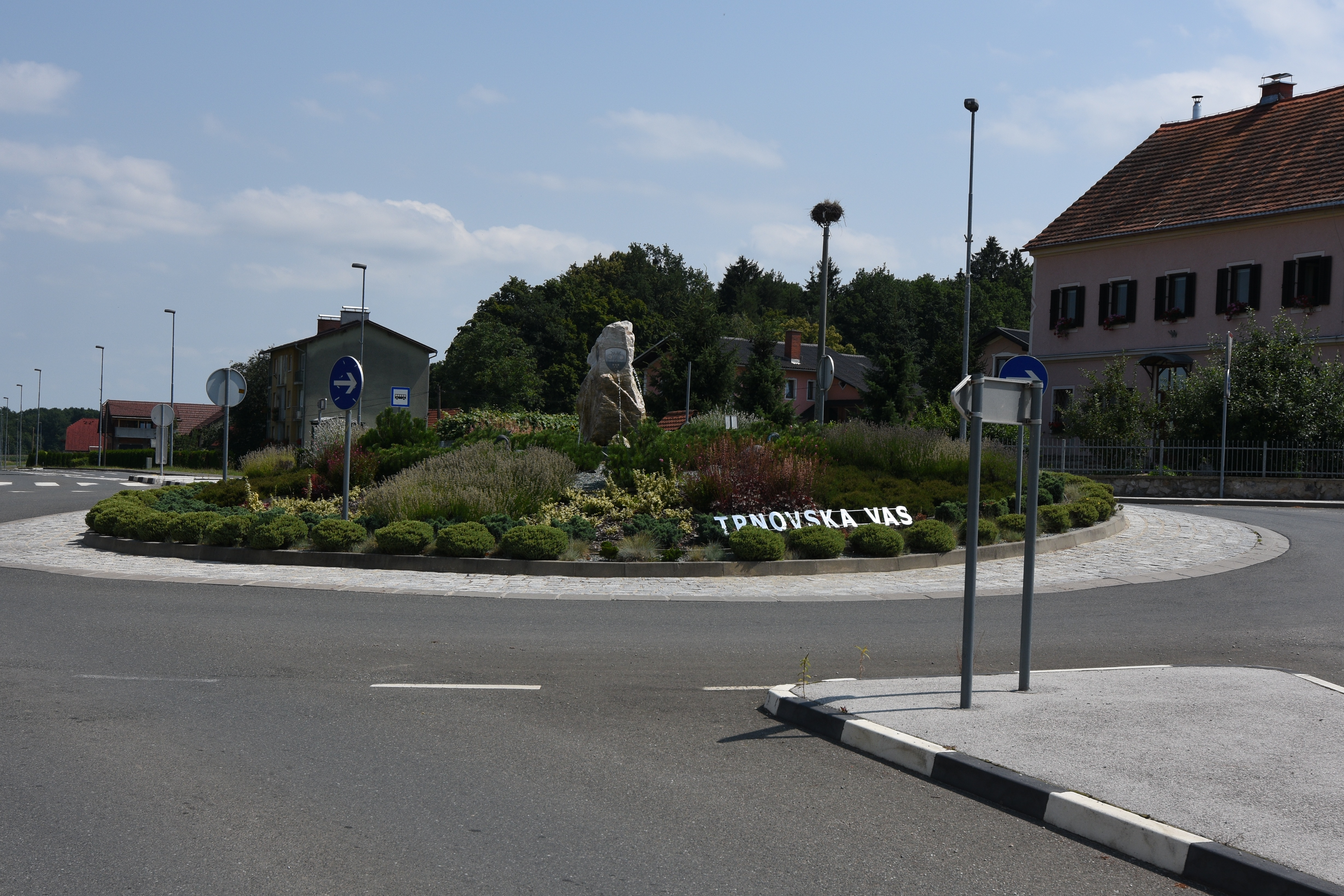

特尔诺沃村是斯洛文尼亞東北部特爾諾沃村市鎮的聚居地及行政中心。该聚居地面積为5.7平方公里，2016年人口数量为369人。

## 外部連結
- 特尔诺沃村市镇官方网站 （页面存档备份，存于） （斯洛文尼亚文）
- Municipality of Trnovska Vas on Geopedia （页面存档备份，存于）